# Ruhnama
Ruhnama (ungefär: Själens bok), är en bok skriven av Saparmurat Nijazov, Turkmenistans president. Boken består av två volymer, den första utgiven 2001 och den andra 2004, och innehåller diverse andlig och moralisk vägledning och tolkningar av landets historia.
Enligt bokens inledning skrevs den med hjälp av inspiration från Gud.  Boken har beskrivits som ett viktigt verktyg för politisk indoktrinering och upprätthållandet av Nijazovs personkult. Den har efter sin utgivning kommit att spela en central roll i landets kultur och utbildningsväsen. Boken är obligatorisk läsning för såväl skolbarn som universitetsstuderande. Alla statligt anställda måste klara ett prov om bokens innehåll och på lördagar delta i diskussioner om boken. Moskéer har beordrats tillhandahålla exemplar av boken. En muslimsk ledare som vägrat dekorera moskén med citat från boken rapporteras ha dömts till fängelsestraff.
Efter Nijazovs död 2006 har det förekommit förhoppningar om att undervisning i landet ska återgå till det normala istället för att kretsa kring Ruhnama. Landets nye president Gurbanguly Berdimuhamedow har genomfört vissa reformer i landet men uppges ha uttalat sitt stöd för bokens fortsatta användande i undervisning. 2011 upphörde Ruhnama vara obligatorisk i skolan men samtidigt har verk av Berdymuchamedov kommit att få allt större utrymme i samhället och vissa befarar att en ny personkult håller på att byggas kring honom.